# سورنی (استان بلگورود)
سورنی (انگلیسی: Severny, Belgorod Oblast) یک شهرک در بخش بلگورودسکی استان بلگورود کشور روسیه است.